# Silumboyah
Silumboyah is een bestuurslaag in het regentschap Dairi van de provincie Noord-Sumatra, Indonesië. Silumboyah telt 1545 inwoners (volkstelling 2010).